# Integrační článek

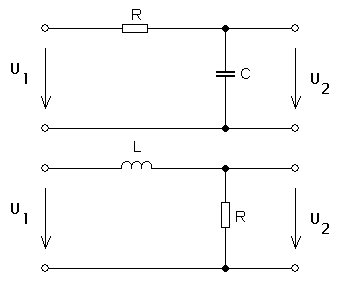
Dvě možná zapojení pasivního integračního článku

Integrační článek (integrátor) je elektronický obvod, který v obvodu provádí matematickou operaci integrování – napětí na výstupu je integrálem napětí na vstupu podle času. Ideální integrační článek tak realizuje funkci:
{\displaystyle u_{2}(t)=K_{\rm {i}}\int \limits _{0}^{t}{u_{1}(\tau )d\tau }},
kde {\displaystyle K_{\rm {i}}} je konstanta integrátoru.

## Funkce

Odezva integračního článku na obdélníkové pulzy

Integrační článek má frekvenční charakteristiku dolnopropustného filtru – se zvyšující se frekvencí vstupního napětí výstupní napětí klesá. U ideálního integrátoru odpovídá desetinásobnému zvýšení frekvence desetinásobný pokles amplitudy, sklon jeho logaritmické amplitudové frekvenční charakteristiky tedy je −20 dB/dek.
Přenos integračního článku je {\displaystyle F(j\omega )={\frac {U_{2}}{U_{1}}}={\frac {1}{1+j\omega K_{\rm {i}}}}}.
Integrační konstanta pasivního integračního článku s rezistorem a kondenzátorem je Ki  = RC, s rezistorem a cívkou Ki  = L/R.
Na integrátoru dochází k fázovému posunutí mezi vstupním a výstupním signálem, které je opět závislé na frekvenci signálu: s rostoucí frekvencí se posuv zvyšuje, asymptoticky dosahuje pro vysoké frekvence -90°.
Frekvence, při které dochází k poklesu napětí −3 dB (AU = 0,707), se označuje jako frekvence zlomu (zlomová frekvence). Fázový posuv je při něm roven -45°.

## Logaritmická amplitudová frekvenční charakteristika
Logaritmická amplitudová frekvenční charakteristika (LAFCH) integračního článku s rezistorem a kondenzátorem je:
{\displaystyle |F(j\omega )|_{dB}=20\log |F(j\omega )|=20\log 1-20\log {\sqrt {1+\omega ^{2}R^{2}C^{2}}}}
První člen LAFCH je roven nule, u druhého členu lze diskutovat tři případy:
1. Je-li {\displaystyle \omega RC<<1}, pak i druhý člen je roven nule a přenos je až do zlomového úhlové frekvence {\displaystyle \omega _{0}} roven nule.
2. Je-li {\displaystyle \omega RC=1}, je {\displaystyle \omega =\omega _{0}=1/RC=1/K_{i}} kde {\displaystyle \omega _{0}} je úhlová frekvence zlomu.
3. Je-li {\displaystyle \omega RC>>1}, můžeme jedničku v odmocnině zanedbat a dostáváme tak přímku s počátkem ve zlomové úhlové frekvenci {\displaystyle \omega _{0}} která klesá se strmostí -20 dB/dek.

Logaritmická amplitudová frekvenční charakteristika (LAFCH) integračního článku s rezistorem a cívkou je:
{\displaystyle |F(j\omega )|_{dB}=20\log |F(j\omega )|=20\log 1-20\log {\sqrt {1+\omega ^{2}{\frac {L^{2}}{R^{2}}}}}}
První člen LAFCH je roven nule, u druhého členu lze diskutovat tři případy:
1. Je-li {\displaystyle \omega L/R<<1}, pak i druhý člen je roven nule a přenos je až do zlomové úhlové frekvence {\displaystyle \omega _{0}} roven nule.
2. Je-li {\displaystyle \omega L/R=1}, je {\displaystyle \omega =\omega _{0}=R/L=1/K_{i}} kde {\displaystyle \omega _{0}} je úhlová frekvence zlomu.
3. Je-li {\displaystyle \omega L/R>>1}, můžeme jedničku v odmocnině zanedbat a dostáváme tak přímku s počátkem ve úhlové zlomové frekvenci {\displaystyle \omega _{0}} která klesá se strmostí -20 dB/dek.

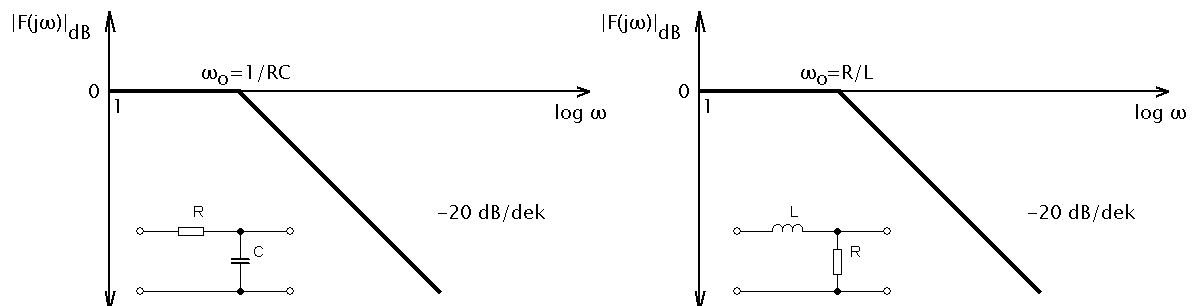
Logaritmická amplitudová frekvenční charakteristika integračního článku (pasivní dolní propusti 1. řádu)

LAFCH je pouze aproximací skutečné charakteristiky, největší chyba nastává v bodě {\displaystyle \omega _{0}} (3 dB), to je také kmitočet, při kterém se impedance frekvenčně závislé součástky (C nebo L) vyrovná odporu použitého R.

## Fázová frekvenční charakteristika

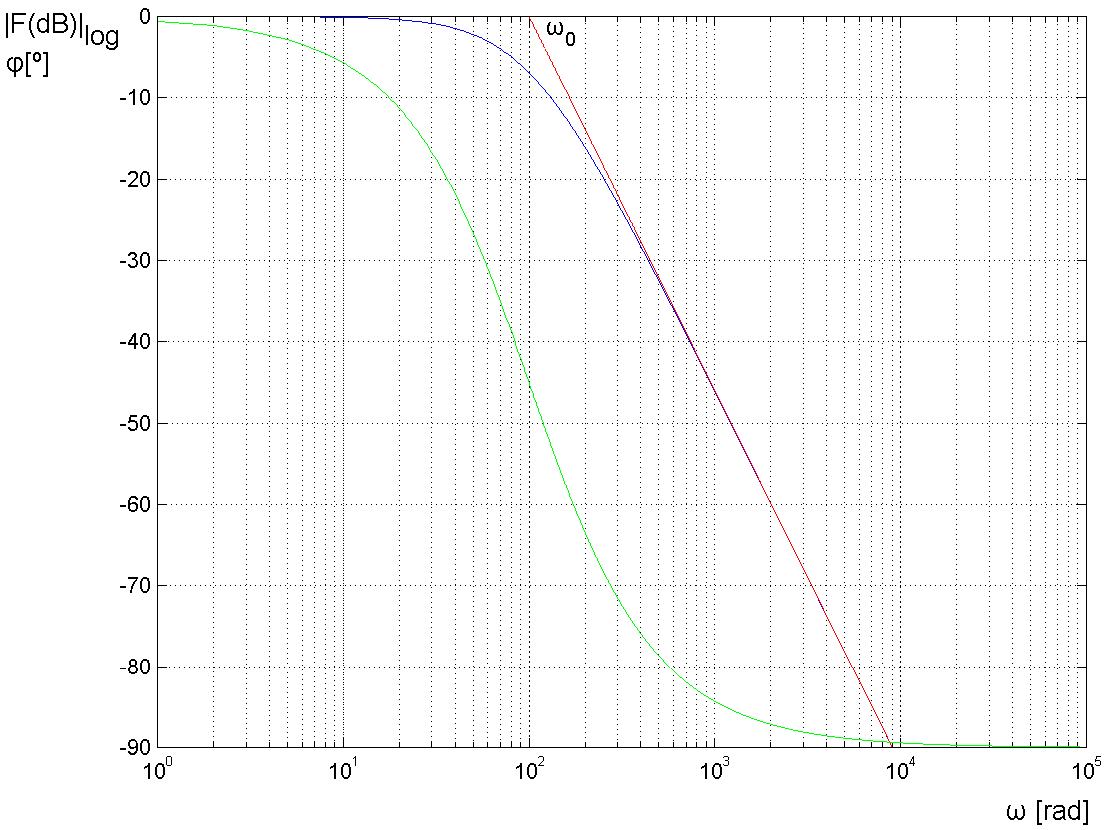
Charakteristiky integračního článku

Fázová frekvenční charakteristika integračního článku je {\displaystyle \varphi (\omega )={\mbox{arctg}}{\frac {{\mbox{Im}}\{F(j\omega )\}}{{\mbox{Re}}\{F(j\omega )\}}}=-{\mbox{arctg}}(\omega K_{i})}.
Speciálně pro RC článek {\displaystyle \varphi (\omega )=-arctg(\omega RC)} a pro RL článek {\displaystyle \varphi (\omega )=-arctg({\frac {\omega L}{R}})}.
Z grafu funkce arkus tangens vyplývá že fázová charakteristika bude vycházet přibližně z počátku souřadných os (osa x je logaritmická, čili začíná jedničkou a proto přesně vzato nemůže fázová charakteristika vycházet z počátku), při úhlové frekvenci {\displaystyle \omega =\omega _{0}=1/K_{i}} je argument funkce 1 a fázový posuv tedy {\displaystyle -\pi /4}. S dalším nárůstem frekvence se bude fázová charakteristika blížit {\displaystyle -\pi /2}.
Obecně lze říci že každému zlomu logaritmické amplitudové frekvenční charakteristiky o -20 dB/dek (resp + 20 dB/dek) odpovídá posun fáze o -90° (resp +90°), je-li monotónní (konstantně roste nebo klesá) je fázová frekvenční charakteristika konstantní.
Obrázek naznačuje charakteristiky integračního článku (pasivní dolní propusti) s {\displaystyle K_{i}=0,01}. Červeně je naznačená logaritmická amplitudová frekvenční charakteristika, modře její skutečný průběh a zeleně fázová charakteristika.

## Konstrukce
Integrační článek obsahuje nejméně jednu frekvenčně závislou součástku (kondenzátor, cívka). Nejjednodušším zapojením je pasivní zapojení využívající jeden kondenzátor či cívku. Aktivní elektronický integrátor obsahuje operační zesilovač s kondenzátorem ve zpětnovazební smyčce. Integrátor lze také koncipovat jako digitální součástku, např. složením převodníku napětí–frekvence s čítačem impulsů.